# John Campbell-Jones
Michael John Campbell-Jones, britanski dirkač Formule 1, * 21. januar 1930, Leatherhead, Surrey, Anglija, Združeno kraljestvo, † 24. marec 2020 London.

## Življenjepis
V svoji karieri je nastopil le na dveh dirkah, Veliki nagradi Belgije v sezoni 1962, kjer je zasedel enajsto mesto, in Veliki nagradi Velike Britanije v sezoni 1963, kjer je bil trinajsti.

## Popolni rezultati Formule 1
(legenda) (odebeljene dirke pomenijo najboljši štartni položaj, poševne pa najhitrejši krog, †-uvrščen kljub odstopu)
| Leto | Moštvo        | Šasija   | Motor     | 1   | 2   | 3      | 4   | 5     | 6   | 7   | 8   | 9   | 10  | Prv | Toč |
| ---- | ------------- | -------- | --------- | --- | --- | ------ | --- | ----- | --- | --- | --- | --- | --- | --- | --- |
| 1962 | Emeryson Cars | Lotus 18 | Climax L4 | NIZ | MON | BEL 11 | FRA | VB    | NEM | ITA | ZDA | JAR |     | -   | 0   |
| 1963 | Tim Parnell   | Lola Mk4 | Climax V8 | MON | BEL | NIZ    | FRA | VB 13 | NEM | ITA | ZDA | MEH | JAR | -   | 0   |